# Igor' Jurganov
Igor' Sergeevič Jurganov (in russo Игорь Сергеевич Юрганов?; Rubcovsk, 10 dicembre 1993) è un calciatore russo, difensore del Fakel Voronež.

## Caratteristiche tecniche
È un difensore centrale.

## Carriera
Ha collezionato oltre 150 presenze fra seconda e terza divisione russa.
Ha debuttato in Prem'er-Liga il 21 luglio 2019 disputando con il Soči l'incontro perso 2-0 contro lo Zenit San Pietroburgo.